# Việt Mercury
Việt Mercury từng là ấn bản tiếng Việt của tờ San Jose Mercury News dành cho người Mỹ gốc Việt tại San Jose và Thung lũng Điện tử tại California. Nó ra số hàng tuần từ 1999 đến 2005 và cũng ra số hàng ngày vào một thời gian từ năm 2003. Nó là ấn bản tiếng Việt đầu tiên của một nhật báo tiếng Anh, cũng như là tờ báo đầu tiên dành cho người gốc Á do một công ty Mỹ lớn xuất bản. Tờ Việt Mercury từng là một trong hai ấn bản ngoại ngữ của Mercury News, cùng với tờ Nuevo Mundo trong tiếng Tây Ban Nha.

## Nội dung
Việt Mercury có nội dung hoàn toàn là tiếng Việt. Từ 15% đến 20% của các bài trong Việt Mercury cũng xuất hiện trong tiếng Anh trong tờ Mercury News chính, một phần nửa được thông dịch từ bài tin của thống tấn xã, và các bài còn lại là do phóng viên Việt Mercury viết dành cho tờ báo này.
Việt Mercury tuân theo các tiêu chuẩn báo chí phổ thông Mỹ. Các bài báo về tranh luận tránh về phe nào, đối lập với các tờ báo cộng đồng hay theo thuyết truyền thông cổ xúy (advocacy journalism). Giống như báo chí tiếng Anh và khác với nhiều báo chí của cộng đồng gốc Việt tại Mỹ, Việt Mercury đề cập đến thủ đô Việt Nam Cộng Hòa ngày xưa là "Thành phố Hồ Chí Minh" thay vì "Sài Gòn".
Các tờ báo cộng đồng dựa trên các tiệm của người Mỹ gốc Việt quảng cáo trong báo, trong khi Việt Mercury thu hút nhiều kinh doanh không phải gốc Việt bằng cách cho phép quảng cáo trong ba tờ báo cùng lúc (bao gồm tờ Mercury News và Nuevo Mundo) với một giá rẻ. Trang VietMercury.com cũng bán các biểu ngữ Web (Web banner). Số ngày 3 tháng 9 năm 1999 dài 176 trang, 80% là quảng cáo. Một số vào tháng 3 năm 2000 dài gần 200 trang, 75% là quảng cáo.

## Lịch sử
Vào những năm 1990, Quận Santa Clara có vào khoảng 120.000 người Mỹ gốc Việt làm chủ hơn 5.000 cơ sở kinh doanh. Khu vực vịnh San Francisco chung quanh có nhiều người nói tiếng Việt hơn, tức là một trong những vùng đô thị đông người gốc Việt nhất trong nước Mỹ vào thời điểm này. Một bài nghiên cứu thị trường kéo dài hai năm của Knight Ridder kết luận rằng 58% độc giả báo chí người Mỹ gốc Việt thích đọc bài trong tiếng Việt hơn tiếng Anh. Một bài nghiên cứu khác tính ra tỷ lệ 93% tức cao hơn. Các bài nghiên cứu khác cho rằng dân cư gốc Việt tại San Jose đọc ba bốn tờ báo mỗi ngày. Năm 1998, có 14 tờ báo tiếng Việt địa phương, bao gồm bốn nhật báo.
Vào thời này, tờ San Jose Mercury News được công nhận toàn quốc vì nỗ lực viết thêm bài về các dân tộc thiểu số địa phương, và nó mướn phóng viên gốc Việt lần đầu tiên. Các bài báo Mercury News về Việt Nam và cộng đồng Mỹ gốc Việt thường được dịch và tái xuất bản trong tờ báo tiếng Việt khắp nước. Năm 1994, sau khi Hoa Kỳ bỏ hoàn toàn cấm vận Việt Nam (xem bài Quan hệ Hoa Kỳ – Việt Nam), tờ Mercury News mở cửa văn phòng tại Hà Nội, trở thành nhật báo Mỹ đầu tiên mở văn phòng tại Việt Nam sau khi báo chí Mỹ bị đuổi ra nước vào cuối Chiến tranh Việt Nam. Thỉnh thoảng có bài dịch ra tiếng Việt trong tờ Mercury News.
Tuần báo tiếng Việt Thị Trường Tự Do có kế hoạch chung phần với tờ Mercury News để mở rộng thành tờ báo khổ lớn. Tuy nhiên, Thị Trường Tự Do và chủ Mercury News Jay T. Harris tranh cãi về ai sẽ giữ được 51% cổ phần, nên kế hoạch bị thất bại. Tạp chí Việt cũng đề nghị chung phần với Mercury News nhưng không thành công.
Sau đó, ngày 29 tháng 1 năm 1999, tờ Mercury News ra số đầu tiên của Việt Mercury. Trong cộng đồng gốc Việt địa phương, có người thích tờ báo mới vì có tin tức đầy đủ hơn các báo cộng đồng, nhưng cũng có người chỉ trích Mercury News cạnh tranh thay vì cộng tác với cộng đồng. Nó có sức mạnh khổng lồ đối với các tuần báo của người gốc Việt trong "làng báo", với số lượng lưu hành bắt đầu vào khoảng 17.500 lên tới 23.600 năm sau. Các chủ nhật báo và tuần báo khác cho rằng tờ Mercury News cạnh tranh cạnh tranh bất chính đối với việc thu hút quảng cáo và cho rằng Knight Ridder cố trừ tiệt báo chí độc lập của dân tộc thiểu số. Ngược lại, ông Harris gửi thư cho các tờ báo khác ngụ ý rằng họ ăn cắp số Việt Mercury khỏi quầy báo. Trong vòng vài tháng Việt Mercury ra đời, tờ Gia đình và một tờ tiếng Việt khác đã đình bản. Việt Mercury bắt đầu có lãi vào năm 2000. Sau khi số lượng lưu hành lên 35.000, Việt Mercury bắt đầu ra số hàng ngày vào tháng 3 năm 2003.
Khác với các tờ báo cạnh tranh, Việt Mercury hoạt động như một cơ quan tin tức đại chúng. Nó mướn phóng viên toàn thời gian, nghiên cứu bài báo cáo gốc, và cộng tác với văn phòng Hà Nội của tờ Mercury News. Việt Mercury ra một sê-ri nghiên cứu tiết lộ các bác sĩ biến thủ tiền của người mới nhập cư, nhờ sê-ri này cảnh sát bắt được vài bác sĩ. Tờ cũng tiết lộ một âm mưu gian lận Medicare vào năm 2003 do các phóng viên Mercury News cộng tác.
Doanh thu quảng cáo giảm xuống sau sự sụp đổ của bong bóng dot-com, làm cho Việt Mercury lỗ vốn. Ngày 21 tháng 10 năm 2005, tờ Mercury News tuyên bố bán Việt Mercury cho một tập đoàn nhà kinh doanh người Mỹ gốc Việt do ông Jim Chinh Nguyễn dẫn đầu. Vụ đề nghị bán này gây tranh luận trong cộng đồng gốc Việt địa phương vì ông ấy đã giúp kết nghĩa Thành phố Hồ Chí Minh với thành phố San Francisco vào năm 1995. Tờ ra số cuối cùng vào ngày 11 tháng 11 năm 2005. Tờ báo kế tiếp, VietUSA News, dự định ra đời ngày 2 tháng 12. Tuy nhiên, cuộc thương lượng bị thất bại.
Hai tờ báo cộng đồng sáng lập sau khi Việt Mercury đình bản. Cựu biên tập viên Việt Mercury Nguyễn Xuân Hoàng sáng lập tuần báo thay thế Việt Tribune, còn chủ báo Trần Đệ sáng lập VTimes.

## Phân phối
Việt Mercury được phân phối miễn phí mỗi thứ sáu tại 500 địa điểm, bao gồm nhà hàng, phòng bác sĩ gốc Việt, và máy bán báo. Vào năm cuối cùng, Việt Mercury có số lượng lưu hành 35.000, đứng hạng nhất trong số chín tờ báo tiếng Việt trong thị trường San Jose. Những người ngoài địa phương cũng yêu cầu nhận tờ báo từ Sydney và Biloxi, Mississippi. Theo tờ Mercury News, Việt Mercury có độc giả trong nước Việt Nam, nhất là viên chức chính quyền, vì quan điểm Việt kiều của tờ báo.
Nội dung Việt Mercury cũng từng có sẵn trực tuyến tại VietMercury.com, mới đầu là một trang Web riêng rồi về sau trở thành một phần của trang chủ Mercury News. Văn bản tiếng Việt được mã hóa dùng bảng mã VNI.

## Nhân vật
Chủ nhiệm:
- Jay T. Harris

Chủ bút:
- Trần Đệ

Tổng thư ký:
- Nguyễn Xuân Hoàng –  tác giả

Người đóng góp:
- Đỗ Quý Toàn –  nhà bình luận tài chính, biên tập viên Người Việt[1]
- Vũ Ánh –  biên tập viên Người Việt[1]